# Dramaturg
Naziv dramaturg označava osobu koja odabire kazališne komade za repertoar i kreira umjetnički profil određenog kazališta. Najčešće je to priznati književnik ili literarni stručnjak. Naziv se, u tom obliku, u Hrvatskoj prvi put javlja sredinom 19. stoljeća, a od sredine 20. stoljeća na ADU u Zagrebu se otvara i Odsjek za dramaturgiju. Umjetnička disciplina kojom se bave dramaturzi se naziva dramaturgija.
U novije doba koristi se i naziv dramaturg predstave, a označava osobu koja sudjeluje u radu na određenoj kazališnoj predstavi svojim savjetima, intervencijama na dramskom tekstu te u redateljevu radu s glumcima. 

## Vanjske poveznice
- web stranica Odsjeka za dramaturgiju Akademije dramske umjetnosti u Zagrebu  Arhivirana inačica izvorne stranice od 25. listopada 2020. (Wayback Machine)